# Luis Riccardi
Luis Riccardi (Buenos Aires, Argentina, 6 de junio de 1895-ibídem, 4 de junio de 1983) fue un compositor y director de orquesta dedicado al género del tango. Estudió música de niño y trabajó tocando el piano durante la exhibición de películas sin sonido y en los entreactos teatrales. Más adelante estuvo en varios conjuntos dedicados al tango, entre ellos los dirigidos por Ricardo Luis Brignolo y Francisco Canaro. También musicalizó varias obras de ese género.

## Actividad profesional
Nació en el barrio de Congreso y estudió música en el Conservatorio Fracassi. Comenzó acompañando en el piano la exhibición de películas en la época del cine sin sonido y más adelante en los entreactos de la compañía teatral de Angelina Pagano y Francisco Ducasse. En 1915 se presentó en el café El Caburé de la calle Entre Ríos de Buenos Aires, integrando un conjunto con el bandoneonista Ricardo Luis Brignolo y el violinista Rafael Tuegols a los que se agregó después el violinista Atilio Lombardo. Estaban actuando, ya en 1917, en el cabaré Montmartre, cuando a excepción de Tuegols fueron convocados por Eduardo Arolas para trabajar en el Royal Pigall y posteriormente en el Tabarín, en su pasaje en el conjunto de Arolas, como Tito Rocatagliatta y Luis Bernstein. Riccardi no llegó a este último porque fue apalabrado Francisco Canaro lo contrató para reemplazar a José Martínez en su orquesta y fue así que en el otoño de 1918 actuó en el Royal Pigall cuando el conjunto lo integraban además los violines de Canaro y Eduardo Ponzio y los bandoneones de Minotto Di Cicco y Juan Canaro. Riccardi contó que tuvo que esforzarse para adaptarse porque la base del estilo de su nueva orquesta era el ritmo y a veces era necesario sacrificar la música.
Registró desde 1917 unos veinte tangos de su autoría, comenzando ese año con El pértigo; otros tangos que se recuerdan son A mí no me den consejos (1930), Federación (1927) y Malandrín, todos en colaboración con Francisco Canaro y con letra de Juan Andrés Caruso;   Juana Rebenque con letra de Enrique Cadícamo; Manguero, con letra de Ray Rada y Mario Castellanos que obtuvo en 1929 el 6° premio en la categoría de tangos con música y letra del Concurso de Max Glücksmann; Páginas de amor, con letra de José González Castillo, que ganó en 1926 el 1° premio en el citado concurso; Pájaros de fuego; Piccolo navio, con letra de Caruso, que estrenó Canaro en el Teatro Cervantes en los bailes de Carnaval de 1924; Rayero, en colaboración con Canaro; Sería seriola, en colaboración con Canaro y letra de Tomás Simari; Sortilegio (instrumental que grabó Canaro); El último golpe, con letra de Humberto S. Graziano, que grabó Canaro con la voz de Charlo.
Riccardi y Carlos Gardel se conocieron en 1914, época en que este último cantaba en teatros con José Razzano y continuaron su amistad desde entonces. Gardel grabó tres tangos de Riccardi: Pájaros de fuego; Piccolo navio –compuesto por pedido de Gardel sobre un estribillo popular- al que Caruso agregó la letra- y Páginas de amor, que Gardel estrenó con la letra que hizo González Castillo a su pedido apenas ganó el concurso de 1926, para poder cantarlo en el acto de reparto de premios.

## Valoración
Riccardi trabajó con intensidad junto a Canaro, quien lo dejó como su persona de confianza cuando regresó a Europa para actuar. También fue arreglista y orientador del conjunto, si bien no pudo desarrollar toda su capacidad creativa ya que los pasajes de solistas y frecuencia de contrapuntística no encuadraban en el estilo de la orquesta de Canaro. No obstante ello, se destacó como un gran intérprete, con una mano izquierda milonguera y bordonera. A partir de la comedia musical La muchachada del centro, estrenada el 17 de junio de 1932 en el Teatro Nacional de la avenida Corrientes de Buenos Aires, con libreto de Ivo Pelay, Riccardi se destacó en este género y se recuerda especialmente el dúo de piano que realizó con Lucio Demare en el llamado “Intermedio” de La Patria del Tango, que ha quedado grabado.
Por indicación médica Riccardi dejó su actividad profesional en 1940 después de una gira a Brasil y falleció en Buenos Aires el 4 de junio de 1983.